# 查理·马特
查理·马特，意譯為铁锤查理（古法語；686年8月23日—741年10月22日），法兰克王国宫相，軍事领导人。出生于埃斯塔勒（位于现代比利时的列日附近），在基耶尔济去世，是宫相兼法兰克人的公爵丕平二世的私生子，查理曼的祖父。718年-741年法兰克公爵兼攝政。
查理·馬特是宮相兼法蘭克公爵丕平二世與出生於貴族的阿爾派達的長子，阿爾派達是他父親的第二位妻子，或是妾侍。查理的親弟弟奇爾德布蘭是法蘭克王國的史家。

## 流亡與爭權
赫斯塔的丕平與正妻普雷科特魯德所生的兩名兒子香檳公爵德羅戈及小格里摩爾德分別於708年及714年逝世。普雷科特魯德為了不讓妾侍阿爾派達所生的兩名兒子查理及奇爾德布蘭成為繼承人，極力遊說赫斯塔的丕平立年僅8歲的孫子提烏德鮑德（小格里摩爾德之子）為繼承人，以便普雷科特魯德為攝政。
赫斯塔的丕平於714年12月16日在居皮勒（Jupille）逝世，終年69歲。特奧德巴爾德以8歲之齡成為宮相，由普雷科特魯德攝政，普雷科特魯德將查理囚禁於科隆。
另一方面，國王達戈貝爾特三世與紐斯特里亞貴族推舉里根弗里德為紐斯特里亞宮相以推翻特奧德巴爾德的統治。查理趁機逃出囚禁，並得到奧斯特拉西亞貴族支持。當普雷科特魯德的軍隊在科隆附近被拉甘弗雷德及國王希爾佩里克二世（達戈貝爾特三世的繼承人）、里根弗里德及特奧德巴爾德的外公弗里斯王拉巴德的聯軍打敗後，查理的軍隊潰退到艾费尔山。普雷科特魯德只好答應退隱，將赫斯塔的丕平的大量財富交給他們，並讓特奧德巴爾德從宮相之位退下來。

## 登上宮相
查理其後東山再起，聚集一支軍隊於716年在阿梅爾戰役中打敗紐斯特里亞及弗里斯聯軍。其後於717年，查理又在康布雷附近進行的萬西之戰中徹底將紐斯特里亞人擊敗，從而鞏固了其在奧斯特拉西亞王國的地位。不久，查理便到科隆處理普雷科特魯德的威脅，查理解散了他的追隨者，並繼承了奧斯特拉西亞宮相一職，但是查理並沒有加害普雷科特魯德及特奧德巴爾德。查理宣佈擁立克洛泰爾四世為奧斯特拉西亞國王，與希爾佩里克二世對抗。當希爾佩里克二世與阿基坦公爵偉大的厄德結盟，但是於718年又再在蘇瓦松戰役中被查理打敗。國王和厄德公爵南逃到盧瓦爾河，額英夫洛逃到昂熱。不久，克洛泰爾四世逝世，厄德公爵放棄與希爾佩里克二世結盟及國王向查理投降，以換對希爾佩里克二世被查理承認為全法蘭克國王。而查理亦正式成為赫斯塔的丕平的繼承人，受封為法蘭克唯一的宮相，成為法蘭克公爵兼王國攝政。

## 奠定加洛林王朝
查理是欧洲中世纪最重要的人物之一，其功绩包括奠定加洛林王朝的基础，确立了采邑制，巩固与发扬当时的封建社会制度。他也是一名名将，最著名的一战便是于732年在圖爾战役中阻擋了信奉伊斯兰教的倭马亚王朝侵袭法兰克王国的军队。此战制止了穆斯林勢力对欧洲的入侵，许多历史学家认为查理·马特的得胜拯救了欧洲基督教文明。在前后长达二十五年的从政生涯中，其领地跨越现今法国、德国、意大利北部等地区。
737年法兰克国王死后，他成为帝国的唯一统治者，但像他父亲一样，他擔任宮相，没有国王的称号。按日耳曼人的传统諸子均分制，马特在死前将帝国分给了他的两个儿子丕平和卡洛曼。